# Dominici (cratère)
Pour les articles homonymes, voir Dominici.
Dominici est un cratère d'impact à la surface de Mercure. 
Le cratère fut ainsi nommé par l'Union astronomique internationale en 2010 en hommage à l'artiste et religieuse maltaise Maria de Dominici. 
Son diamètre est de 19,95 km. Il se situe dans le quadrangle de Kuiper (quadrangle H-6) de Mercure.